# Odessa (Ontario)
Pour les articles homonymes, voir Odessa (homonymie).
Odessa est une communauté du canton de Loyalist, comté de Lennox et Addington de la province d'Ontario, Canada.
A Odessa il y a deux écoles. Une école primaire du nom d' Odessa primare et une école secondaire Ernestown sécondaire. Ernestown a un programme d'immersion française.
Odessa est traversée par l'Autoroute 401 (km 604)